# آنا دياز
آنا دياز (بالبرتغالية: Ana Dias‏) هي عداءة مراثونية برتغالية، ولدت في 15 يناير 1974 في فارو في البرتغال.

## وصلات خارجية
- آنا دياز على موقع الاتحاد الدولي لألعاب القوى (الإنجليزية)
- آنا دياز على موقع الاتحاد الأوروبي لألعاب القوى (الإنجليزية)
- آنا دياز على موقع رابطة إحصائيات سباق الطريق (الإنجليزية)
- آنا دياز على موقع أوليمبيديا (الإنجليزية)